# Zingel asper
Zingel asper là một loài cá họ Percidae đang có nguy cơ tuyệt chủng cao do mất môi trường sống và ô nhiễm. Đây là loài đặc hữu một số dòng sông trong lưu vực sông Rhône ở Pháp và Thụy Sĩ.

## Môi trường sống
Zingel asper sống trong sông Durance, Beaume, Doubs, Drôme. Môi trường sống của Z. asper tượng tự của Cobitis calderoni và Phoxinus phoxinus. Nó náu mình dưới đáy nước lắm đá sỏi vào ban ngày, đến đêm bơi ra kiếm mồi. Chúng trưởng thành trong vòng một năm, khi đạt chiều dài 10 đến 20 cm (4 đến 8 in).
Chúng đẻ trứng trên lớp sỏi, trứng dính xuống thể nền này rồi nở ra trong vòng 14 ngày. Khả năng sinh sản (số trứng) của Zingel asper phụ thuộc vào kích thước cá thể.

## Tình trạng
Hiện có bốn quần thể Zingel asper. Quần thể Durance, với mật độ 200 cá/ha, và Beaume, 80 cá/ha, tương đối ổn định, nhưng còn quần thể Drôme và Doubs quá ít ỏi (ước tính sông Doubs chỉ còn 80-160 cá thể). IUCN coi đây là một "loài cực kỳ nguy cấp". Tổng số lượng đang dần giảm do sự phân tán các quần thể cùng sự phá hủy môi trường sống mà việc xây đập và ô nhiễm nước gây ra.